# Меривель, Герман Чарльз
Герман Чарльз Меривель (англ. Herman Charles Merivale; 27 января 1839, Лондон, Великобритания — 17 августа 1906, Актон, Лондон, Великобритания) — английский прозаик, драматург и поэт. Литературный псевдоним — Феликс Дейл.

## Биография
Племянник Чарльза Меривеля (1808—1893), историка. Окончил школу Хэрроу и Баллиол-колледж Оксфордского университета. В 1861 году получил степень бакалавра искусств.
Занимался адвокатской практикой, был на государственной службе — заместителем секретаря по делам Индии.
Был дружен с Р. Солсбери, будущим премьер-министром Великобритании. Влился в творческую литературно-драматическую среду Британии, где его друзьями стали Теккерей, Эдвард Бульвер-Литтон, Мэтью Арнольд, Энтони Троллоп, Уильям Гилберт, Артур Салливан, Эдмунд Йейтс, Чарльз Диккенс и др.
С 1874 года, отказавшись от адвокатской карьеры, посвятил себя полностью литературе и театру.
Страдая от депрессии в течение многих лет, по совету своего врача, в 1879 году отправился в Австралию. Вернувшись на родину, обнаружил, что поверенный по его делам, растратил всё его состояние, оставив Меривеля неплатежеспособным.
Умер от сердечной недостаточности. Похоронен на Бромптонском кладбище в Лондоне.

## Творчество
Г. Меривель — автор многих драматических произведений, в основном, комедийного содержания, фарсов и бурлесков поставленных на сценах лондонских театров.

## Избранные произведения
Комедии, фарсы и бурлески
- A Husband in Clover (1873)
- The Lady of Lyons Married and Settled (1878)
- Called There and Back (1884)
- The Butler (1886)
- Peacock’s Holiday

Драмы
- All For Her (1875)
- Forget me not (1879)
- The Cynic
- My Experience in a Lunatic Asylum (1879)
- The White Pilgrim (1883)
- Binko’s Blues (1884)
- Florien (1884)
- The Butler (1886)
- The Don (1888)
- A Son of the Soil

Романы
- Faucit Of Balliol (1882)
- Our Joan,

а также поэмы «White Pilgrim and other poems», биография Теккерей «A Life of Thackeray» (1891), автобиография «Bar, Stage and Platform» (1902) и т. д.